# 奧托 (密蘇里州)
奧托（英語：Oto）是位於美國密蘇里州斯通縣的非建制地區。

## 歷史
奧托的郵局於1877年設立，其後於1913年停運。

## 地理
奧托所處的海拔為高於海平面310米（即1017英呎），而該地所採用的時區為UTC-6，即北美中部時區（CST）。同時該地設有夏令時間，為UTC-6調快一小時，即UTC-5（CDT）。